# Szubszidiaritás (jog)
A szubszidiaritás mint jogi fogalom azt jelenti, hogy egy jogszabály, egy tényállás vagy egy jogi eljárás kisegítő jellegű. A jogszabályokban egy adott rendelkezés szubszidiárius jellegét általában a "ha jogszabály (stb.) másként nem rendelkezik" fordulat fejezi ki. Tehát abban az esetben, ha más szabály van, akkor azt kell alkalmazni – ha más szabály nincs, akkor ezt, a kisegítő jelleggel megfogalmazott szabályt. Az utalás konkrét jogszabályra is történhet.
Nem azonos a diszpozitivitással, amelynél nem másik jogszabályra, hanem pl. személyek (szerződési felek stb.) akaratára történik utalás. A szubszidiaritás nem érinti a jogszabályi rendelkezés kogens jellegét.

## A büntetőjogban
A szubszidiaritás azt a követelményt fejezi ki, hogy a büntetőjog alapvetően ultima ratio legyen, az alkalmazására csak akkor kerüljön sor,  szubszidiárius (kisegítő) jelleggel, ha más jogágban található eszközökkel a büntetőjog által védett életviszonyok védelme nem megoldható. Ezen alapelv érvényesülésének előfeltétele az is, hogy az egyes jogágak szankciórendszerükben egymásra épüljenek. Az alapelv szűkebb értelmezése magában foglalja azt is, hogy a büntetőjogi eszközökön belül is először az enyhébb eszközök alkalmazására kerüljön sor.
A szubszidiárius bűncselekmény funkciója az, hogy kisegítő, kiegészítő szerepet játsszon azokban a tényállásokban, ahol más törvényi tényállás nem állapítható meg, ám a tettes magatartása jogellenes és büntetőjogilag büntetendő volt.